# Робер Будзинський
Робер Будзинський (фр. Robert Budzynski, 21 травня 1940, Калонн-Рикуар — 17 липня 2023) — французький футболіст польського походження, що грав на позиції захисника. По завершенні ігрової кар'єри — спортивний функціонер.
Виступав за клуби «Ланс» та «Нант», а також національну збірну Франції.
Дворазовий чемпіон Франції. Володар Суперкубка Франції.

## Клубна кар'єра
Народився 21 травня 1940 року в місті Калонн-Рикуар. Вихованець юнацьких команд футбольних клубів «Бетюн» та «Ошель».
У дорослому футболі дебютував 1958 року виступами за команду клубу «Ланс», в якій провів п'ять сезонів, взявши участь у 134 матчах чемпіонату. Більшість часу, проведеного у складі «Ланса», був основним гравцем захисту команди.
1963 року перейшов до клубу «Нант», за який відіграв 6 сезонів. Граючи у складі «Нанта» також здебільшого виходив на поле в основному складі команди. За цей час двічі виборював титул чемпіона Франції, ставав володарем Суперкубка Франції. Завершив професійну кар'єру футболіста виступами за команду «Нант» у 1969 році

## Виступи за збірну
1965 року дебютував в офіційних матчах у складі національної збірної Франції. Протягом кар'єри у національній команді, яка тривала усього 3 роки, провів у формі головної команди країни 11 матчів.
У складі збірної був учасником чемпіонату світу 1966 року в Англії.

## Титули і досягнення
- Чемпіон Франції (2):

«Нант»:  1964–65, 1965–66
- Володар Суперкубка Франції (1):

«Нант»:  1965